# کالج کسب و کار فاولر در دانشگاه ایالتی سن دیگو
کالج کسب و کار Fowler یکی از هفت کالج دانشگاهی در دانشگاه ایالتی سن دیگو (SDSU) واقع در شهر سن دیگو است. این کالج در سطح کارشناسی و کارشناسی ارشد به ارائهٔ رشته‌های مرتبط می‌پردازد. در تاریخ ۲۶ اکتبر ۲۰۱۶ این دانشگاه اعلام کرد که این دانشکده به افتخار ران فاولر، مالک و رئیس اجرایی سن دیگو پادرس و همسرش الکسیس که فارغ‌التحصیل کالج Charles W. Lamden School of Accountancy هستند، به نام فاولر تغییر نام می‌دهد. ین زن و شوهر ۲۵ میلیون دلار موقوف به دانشکده ضمانت پرداخت داده‌اند که بزرگترین کمک مالی در تاریخ ۱۱۹ ساله این دانشگاه می‌باشد.